# Nymphon megalops
Nymphon megalops is een zeespin uit de familie Nymphonidae. De soort behoort tot het geslacht Nymphon. Nymphon megalops werd in 1877 voor het eerst wetenschappelijk beschreven door Sars. 